# 多毛長龜鯰
多毛長龜鯰，為輻鰭魚綱鯰形目甲鯰科的其中一種，為熱帶淡水魚，分布於南美洲哥倫比亞安地斯山脈淡水流域，體長可達12公分，棲息在高海拔溪流底層水域，生活習性不明。

## 扩展阅读
維基物種上的相關：多毛長龜鯰